# Tatjana Šimić
Ne doit pas être confondu avec Tatjana Simić.
Pour les articles homonymes, voir Simić.
Tatjana Simić, née le 9 juin 1963 à Zagreb, est une auteure-compositrice-interprète, chanteuse, actrice et mannequin néerlandaise, d'origine croate.

## Discographie

### Singles
- 1988 : Chica Cubana[2],[3]

### Albums studios
- 1996 : Macedonian Techno Folk, Vol. 1 (sorti le 17 mai 1996)
- 1997 : New Look[4]
- 2011 : Hollands Glorie (sorti le 26 octobre 2011)[5]
- 2013 : Feel Good (sorti le 14 juin 2013)[6]
- 2014 : Tatiana (sorti le 7 septembre 2014)[7]

## Filmographie

### Cinéma et téléfilms
- 1986 : Les Gravos : Kees Flodder
- 1988 : Im Schatten der Angst : Sonja Lagun
- 1988 : Starke Zeiten (de) : Christa
- 1990 : My Blue Heaven (nl) : Suzy
- 1992 : Flodder in Amerika! (nl) : Kees Flodder
- 1993 : Zlatne godine (hr) : La journaliste télévisé
- 1993 : Hoeksteen & Groenstrook (nl) : L’enquêtrice
- 1993-1998 : Flodder (nl) : Kees Flodder
- 1995 : Flodder 3 (nl) : Kees Flodder